# Суходоли (Володимирський район)
Сухо́доли — село в Україні, у Володимирському районі Волинської області. Входить до складу Володимир-Волинської міської громади.

## Географія
Село розташоване на правому березі річки Студянка.

## Сучасність
Населення становить 964 особи. Кількість дворів (квартир) — 277. З них 18 нових (після 1991 р.).
До 26 червня 2017 року село належало до Зарічанської сільської ради.
В селі функціонує Свято-Семеонівська церква Московського патріархату. Громада перейшла з московського Патріахату (Упц мп або РПЦ) в ПЦУ 15 лютого 2019 року, будучи 307 парафією яка вийшла з РПЦ. Кількість прихожан 150 осіб. Працює середня школа на 174 місця, дитячий садок, будинок культури, лікарня, відділення зв'язку, АТС на 118 номерів, 5 торговельних закладів.
В селі доступні такі телеканали: УТ-1, 1+1, Інтер, СТБ, Обласне телебачення. Наявне проводове радіомовлення.
Село газифіковане. Дороги з ґрунтовим покриттям в незадовільному стані. Наявне постійне транспортне сполучення з районним та обласним центрами.

## Історія

Пам'ятник землякам (встановлено у 1978 році)

Перша згадка про село належить до 1570 року.
В 1610 році в с. Ласкові знайдено скарб золотих та срібних прикрас IV—V ст. н. е.
У 1884 р. село Зарічанської волості Володимир-Волинського повіту Волинської губернії Російської імперії було "бывшіе владьлческіе"(колишнє власницьке село) дворів налічувало 82, жителів 444, на території села знаходилося 2 павославних церкви та постоялой двір.
У 1906 році село Хотячівської волості Володимир-Волинського повіту Волинської губернії. Відстань від повітового міста 9 верст, від волості 7. Дворів 99, мешканців 608.
У 1915 р. село було спалене відступаючими російськими військами

## Населення
Згідно з переписом УРСР 1989 року чисельність наявного населення села становила 945 осіб, з яких 438 чоловіків та 507 жінок.
За переписом населення України 2001 року в селі мешкало 957 осіб.

### Мова
Розподіл населення за рідною мовою за даними перепису 2001 року:
| Мова       | Відсоток |
| ---------- | -------- |
| українська | 98,96 %  |
| російська  | 1,04 %   |